# Aimé (revista)
A Revista Aimé foi uma revista brasileira, voltada ao público homossexual masculino, publicada pelo grupo editorial Lopso de Comunicação.

## História
A Revista foi lançada pelo Grupo Lopso de Comunicação, dono de títulos dirigidos ao segmento médico e farmacêutico, e tinha, inicialmente, a intenção de criar um produto alternativo para o ramo da medicina acaba lançando a revista.
Aimé - Primus Inter Pares, o nome vem do francês e significa "amado", é voltado para o público homossexual, entretanto, diferente de revistas como a G Magazine, a Aimé não tem foco principal na sexualidade. A editora chefe da Revista, Ana Maria Sondré, em entrevista ao Portal Imprensa, disse que seu maior objetivo é ver a Aimé "espalhada em uma mesa de consultório".
À versão eletrônica do jornal Folha de S. Paulo, Ana Maria disse que pensou em lançar uma revista feminina, mas, diz que o mercado já é muito saturado. Durante algumas viagens feitas ao exterior ela percebeu que as revistas voltadas para o público gay são "superexpostas" nas bancas, com muitas promoções e, depois de algumas outras pesquisas nos últimos anos, conversou com formadores de opinião, contratou um consultor homossexual e lançou a Aimé.
Inicialmente, a revista teve 30 mil exemplares, chegando às bancas por R$ 11,00. Segundo Ana Maria, a revista não disputará espaço com outras do segmento, uma vez que seu conteúdo é diferenciado: "Nós tratamos o gay como uma pessoa, não como um ser apenas sexual", diz.
O público-alvo será comporto, primordialmente, por homossexuais acima dos 25 anos de idade, pertencentes às classes A e B, contudo, a revista é feita para todas as idades e todas as classes sociais. A Revista aborda os mais diversos temas e assuntos de interesse ao leitor homossexual com reportagens obre saúde, nutrição, fitness, consumo, moda e cultura.

## Edições

### 1° Edição
Na capa de estreia, a "Aimé" colocou o modelo e estudante de educação física Fernando Fernandes, 26 anos, que foi participante do "Big Brother Brasil 2".

### 2° Edição
Na sua segunda edição, a "Aimé", traz os gêmeos Flávio e Gustavo Mendonça. É a primeira vez em que eles são fotografados separados. Nas bancas, foram disponibilizadas duas capas - uma com o Flávio e outra com o Gustavo. Contudo, independentemente, de qual esta na capa, o leitor tinha os dois ensaios.

### 3° Edição
A terceira edição da revista traz os modelos Adriano Guardani e Dan Waineraich. O ensaio mostra a sensualidades de estar em casa. A edição, disponibilizada em agosto, traz uma entrevista com o escritor e jornalista Fernando Moraes, autor da biografia de Paulo Coelho. Além disso, ainda existem matérias sobre fitness, sobre bem-estar e saúde, e um relato de uma mãe que aponta as fases que passou ao descobrir a homossexualidade do filho até o processo de aceitação e reconstrução emocional.

### 4° Edição
A 4° edição da revista chegou às bancas em setembro de 2008 e, trouxe na capa, um modelo anônimo.

### 5° Edição
O ator Thiago Fragoso, foi capa da 5° edição da "Aimé", na época, o ator é protagonista da telenovela da Rede Globo, "Negócio da China". As fotos foram produzidas por Fernando Torquatto e a revista chegou às bancas na primeira semana de novembro.

### 6° Edição
A sexta edição teve o mega modelo brasileiro Lucas Bernardini, na capa e a nova campanha da revista. As fotos foram feitas por Márcio Amaral. A divulgação da nova revista conta com uma versão eletrônica da revista em flash. A revista traz matérias sobre o câncer de mama e uma entrevista com  a cantora Fernanda Porto e um roteiro de Buenos Aires.

### 7° Edição
A sétima edição da revista traz Jivago Santinni, de 22 anos, na capa e matérias sobre saúde, os perigos dos transtornos alimentares, sexo, fetiche, estilo e sobre a parada gay de Miami. A editora Lopso, disponibilizou toda a revista na internet.

### 8° Edição
Ricardo Santos está na capa da oitava edição. A revista traz matérias sobre HIV e meditação transcendental, gastronomia, moda, entre outros. Essa versão, assim como a sétima, estão disponíveis na internet para download e visualização online.

### 9° Edição
O ator e modelo Caetano O'Maihlan é capa da edição da "Aimé". A revista traz matérias sobre preconceito, mostrando como as concepções equivocadas podem levar a situação extremas. A revista ainda mostra como a homossexualidade é tratada no Brasil. Além disso, aborda a questão da adoção de pessoas homossexuais. Ainda são destaques da revista: a análise do mercado editorial gay em Londres, como se relacionam homossexualidade e religião, entre outras. Diferente das duas últimas versões, essa edição não está disponível, através do site oficial da revista, mas, pode ser encontrada uma versão online em outros sites.

### 10° Edição
A décima edição da Aimé teve o modelo Lucas Góes como capa, com uma chamada "de roupa íntima, lindo de morrer". A edição traz matérias sobre as "práticas sem consciência e o fim dos dias do meio ambiente", praias de nudismo e naturismo, além de trazer uma entrevista com Zé Celso. Além disso, a revista aborda temas gastronômicos, culturais, econômicos e sobre a saúde. Inclusive, traz páginas sobre produtos de luxo e os malefícios de ser fumante e do uso de anabolizantes. Temas polêmicos também estão presentes nesta edição da revista, que, aborda a homossexualidade dentro da igreja católica, com depoimentos de padres. Assim como as três edições anteriores, a revista também está disponível para download e/ou visualização on-line.

### 11° Edição
O modelo Isaac Farisato foi capa da décima primeira edição da revista, que trouxe matérias sobre relacionamentos sexuais virtuais, ejaculação precoce, saúde bocal, entre outros. Matérias e artigos sobre música, teatro, cinema, literatura, uma entrevista com escritor Léo Dragone e dois ensaios, além da capa, um de Leandro Lourenço e outros de Alexandre Nascimento, sendo que ambos e a capa foram feitos pelo fotógrafo Márcio Amaral, preenchem a revista que chegou às bancas no dia 24 de Abril.